# Galium sellowianum
Galium sellowianum là một loài thực vật có hoa trong họ Thiến thảo. Loài này được (Cham.) Walp. mô tả khoa học đầu tiên năm 1843.